# Entrepreneur Of The Year

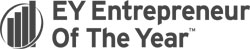
Logo (2013)

Entrepreneur Of The Year (englisch für ‚Entrepreneur des Jahres‘) ist ein internationaler Unternehmerwettbewerb, der 1986 als Initiative EY Entrepreneur Of The Year vom internationalen Unternehmensnetzwerk Ernst & Young in den USA ins Leben gerufen wurde. Inzwischen wird die Auszeichnung jährlich in ungefähr 60 Ländern der Welt vergeben. Ziel des Wettbewerbs ist es, durch die Würdigung unternehmerischer Leistungen Impulse für andere Unternehmer zu geben.

## Entrepreneur Of The Year in Deutschland: Entrepreneur des Jahres
In Deutschland wurde der Wettbewerb 1996 von Ernst & Young unter dem Titel Entrepreneur des Jahres ins Leben gerufen. Die bisherigen Preisträger führen Familienunternehmen, Unternehmen des gehobenen Mittelstandes ebenso wie junge Unternehmen und kommen aus unterschiedlichen Branchen. In Deutschland werden die Entrepreneure des Jahres in vier verschiedenen Kategorien ausgezeichnet: Industrie, Konsumgüter/Handel, Dienstleistung/IT und Junge Unternehmen. Darüber hinaus werden die Ehrenpreise für Familienunternehmen und für gesellschaftliches Engagement vergeben.

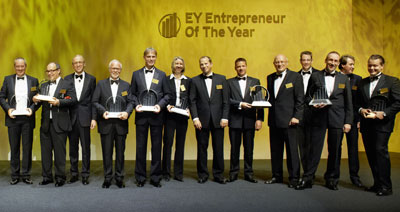
Aus verschiedenen Kategorien werden die besten Unternehmen von einer Jury ausgewählt.

Die Award Night zur Ehrung der Gewinner und Finalisten wird in Berlin durchgeführt. Partner und Unterstützer der Initiative sind LGT Bank, KEKST CNC, manager magazin und die Frankfurter Allgemeine Zeitung.

### Teilnahmekriterien und Auswahlverfahren
Die Teilnahmekriterien sehen vor, dass der Entrepreneur eine aktive Rolle im Management innehat und maßgeblich Verantwortung für die unternehmerischen Entscheidungen und das Wachstum in den vergangenen Jahren trug. Der Entrepreneur muss einen nennenswerten Anteil am Unternehmen selbst halten. Der Firmensitz muss sich in Deutschland befinden, und es müssen mindestens 40 fest angestellte Mitarbeiter beschäftigt sein (dies gilt nicht für die Kategorie Junge Unternehmen).
Die Auswahl der Finalisten erfolgt in einem mehrstufigen Verfahren. Dabei werden die unternehmerische Leistung, die Mitarbeiterführung des Entrepreneurs und sein soziales Engagement ebenso berücksichtigt wie Innovationskraft, Nachhaltigkeit des Wachstums sowie das Zukunftspotenzial des Unternehmens.

### Jury
Eine Jury beurteilt die Kandidaten und wählt jeweils einen Sieger in den verschiedenen Kategorien. Der Jury gehören Persönlichkeiten aus Wirtschaft und Wissenschaft an: Ulrike Detmers, Christine Volkmann, Brigitte Mohn, Manfred Wittenstein, Sarna Röser, Hartmut Jenner, Natalie Mekelburger und Patrick Adenauer.

### Nationale und internationale Sieger
Ausgewählte Gewinner des EY Entrepreneur Of The Year Awards in Deutschland, Entrepreneur des Jahres:
- Götz E. Rehn, Alnatura
- Götz W. Werner, dm-drogerie markt
- Roland Mack, Europa-Park
- Andreas Bartmann und Thomas Lipke, Globetrotter Ausrüstung
- Claus Hipp, Hipp Holding
- Andreas Kaufmann und Alfred Schopf, Leica Camera
- Dieter Müller und Ursula Schele-Müller, Motel One
- Uwe Ahrendt, Nomos Glashütte
- Renate Pilz, Pilz GmbH & Co. KG
- Manfred Wittenstein, Wittenstein SE
- Dirk Rossmann, Rossmann (Handelskette)
- Barbara Scheitz, Andechser Molkerei Scheitz
- Daniel Krauss, André Schwämmlein und Jochen Engert, Flixmobility
- Catherine von Fürstenberg-Dussmann und Wolf-Dieter Adlhoch, Dussmann Stiftung & Co. KGaA
- Andrea Haufe, Martin Laqua, Markus Reithwiesner und Birte Hackenjos, Haufe Group
- Nikolaus Rentschler und Frank Mathias, Rentschler Biopharma
- Michael Durach, Develey Senf & Feinkost

Ausgewählte Gewinner des EY Entrepreneur of the Year in Österreich:
- Erich Wiesner, Wiehag
- Manfred Kröswang, Kröswang Gastro
- Erwin Raffeiner, Sprecher Automation
- Wolfgang Kradischnig, Delta Gruppe
- Kathrin Stern und Rita Resch, sozKom
- Johannes Braith, Storebox

Ausgewählte Gewinner des EY Entrepreneur of the Year in der Schweiz:
- Silvia Scherer, Aptissen
- Andrea Galli , Pini Group
- Esther Studer, Peter Galliker und Rolf Galliker, Galliker Transport
- Péter Fankhauser, Anybotics

Ausgewählte Gewinner aus den USA sind:
- Michael Dell, Dell Computer (1989)
- Howard Schultz, Starbucks (1991)
- Jeff Bezos, Amazon.com (1997)
- Pierre Omidyar, eBay (1999)

## World Entrepreneur Of The Year
Seit dem Jahr 2000 können sich nationale Gewinner dem Wettbewerb „World Entrepreneur Of The Year“ stellen. Jeweils ein Gewinner aus jedem Teilnehmerland wird für diese Wahl benannt. Aus diesem Kreis wählt dann eine international besetzte Jury den „World Entrepreneur Of The Year“.
Ausgewählte Preisträger des World Entrepreneur Of The Year sind:
- Stefan Vilsmeier, Präsident und Vorstandsvorsitzender der BrainLAB AG (Deutschland, Sieger 2002)
- Tona Tan Caktiong, Chairman, Präsident und CEO der Jollibee Foods Corporation (Philippinen, Sieger 2004)
- H. Wayne Huizenga, Chairman der Huizenga Holdings, Inc. (USA, Sieger 2005, mit Blockbuster Entertainment Marktführer im Segment Video-Entertainment)
- Bill Lynch, CEO der Imperial Holding (Südafrika, Sieger 2006)
- Guy Laliberté, Gründer und CEO von Cirque du Soleil (Kanada, Sieger 2007)
- Jean-Paul Clozel, Actelion Pharmaceuticals (Schweiz, Sieger 2008)
- Cao Dewang, Fuyao Glass Industry (China, Sieger 2009)
- Michael Spencer, ICAP plc (Großbritannien, Sieger 2010)
- Olivia Lum, Hyflux Ltd. (Singapur, Sieger 2011)
- James Mwangi, Equity Bank Limited (Kenia, 2012)
- Hamdi Ulukaya, Chobani Inc. (USA, Sieger 2013)
- Uday Kotak, Kotak Mahindra Bank (Indien, Sieger 2014)
- Mohed Altrad, Altrad Group (Frankreich, Sieger 2015)
- Manny Stul, Moose Enterprise (Australien, Sieger 2016)
- Murad Al-Katib, AGT Food (Kanada, Sieger 2017)
- Rubens Menin, MRV Engenharia (Brasilien, Sieger 2018)
- Kiran Mazumdar-Shaw (Indien, 2020)
- Al Hasan Milad (Bangladesh, 2023)